# Halles centrales de Budapest
Pour les articles homonymes, voir Halles centrales.
Les halles centrales de Budapest (hongrois : Budapesti Központi Vásárcsarnok, prononcé [ˈkøsponti ˈvaːʃaːɾtʃɒɾnok]) sont le principal édifice d'un vaste réseau de marchés couverts à Budapest. Elles se situent sur Fővám tér, à l'extrémité sud de Váci utca dans le 9e arrondissement.

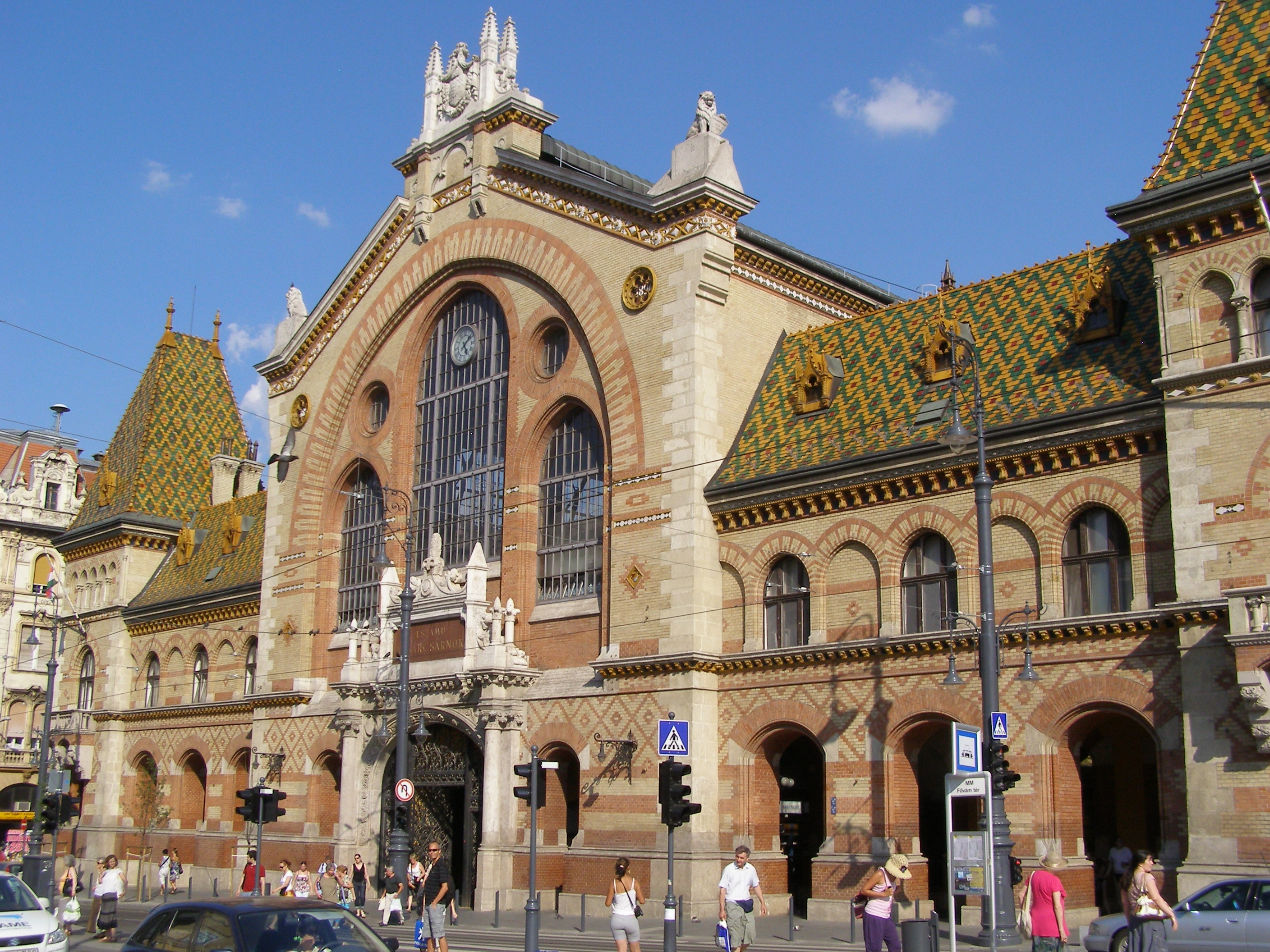
L'entrée principale
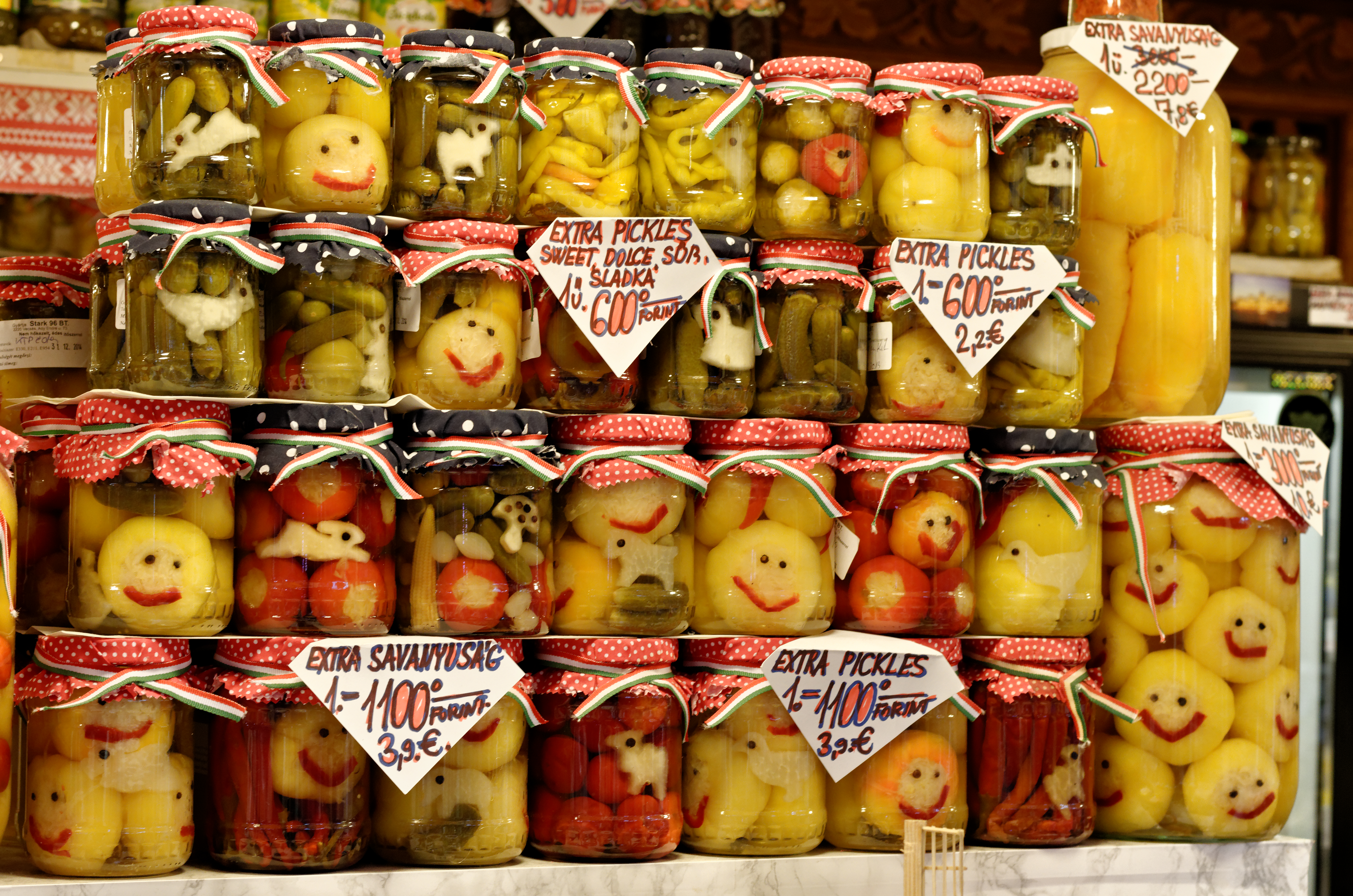
Légumes au vinaigre préparés dans les boutiques du sous-sol
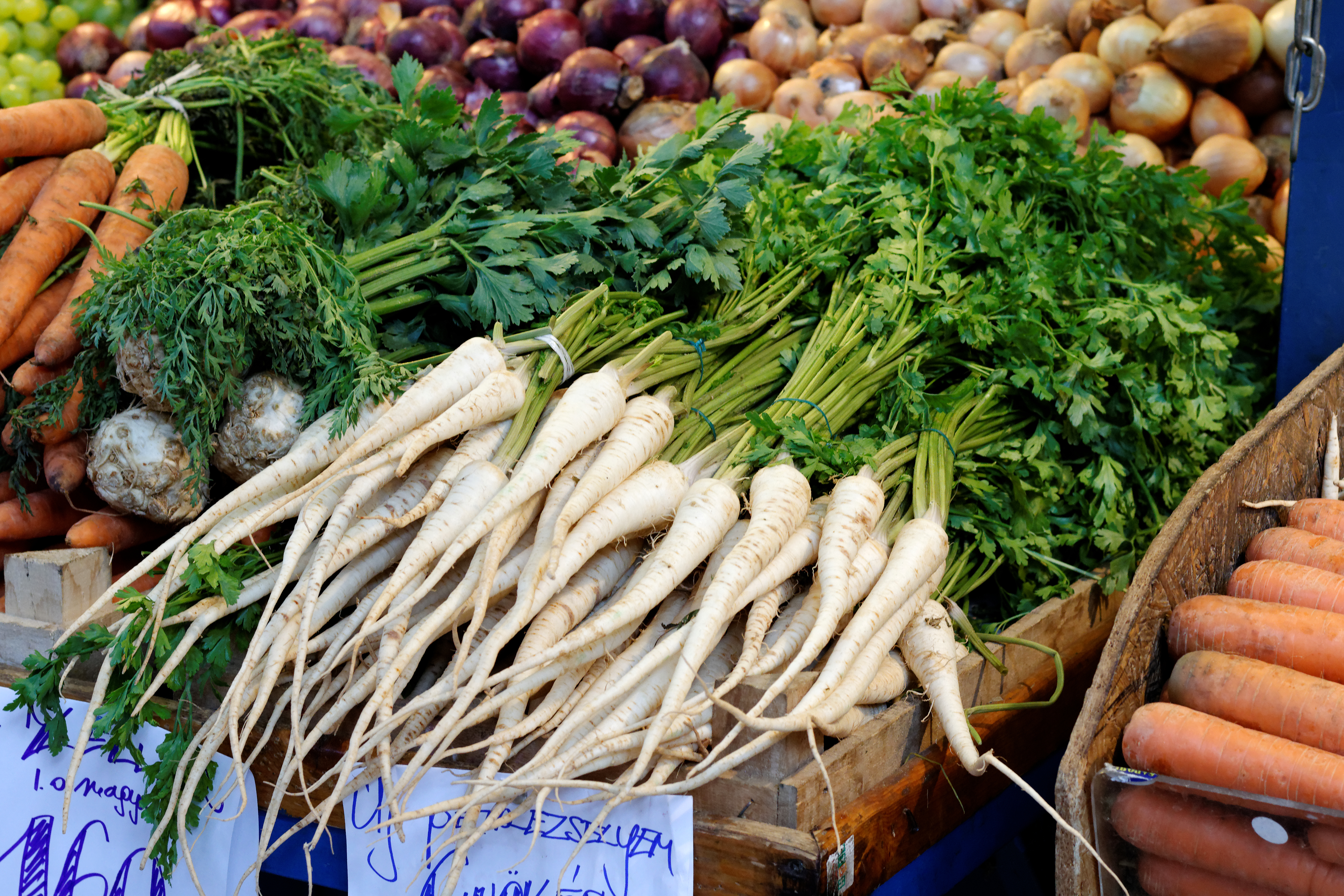
Persil tubéreux
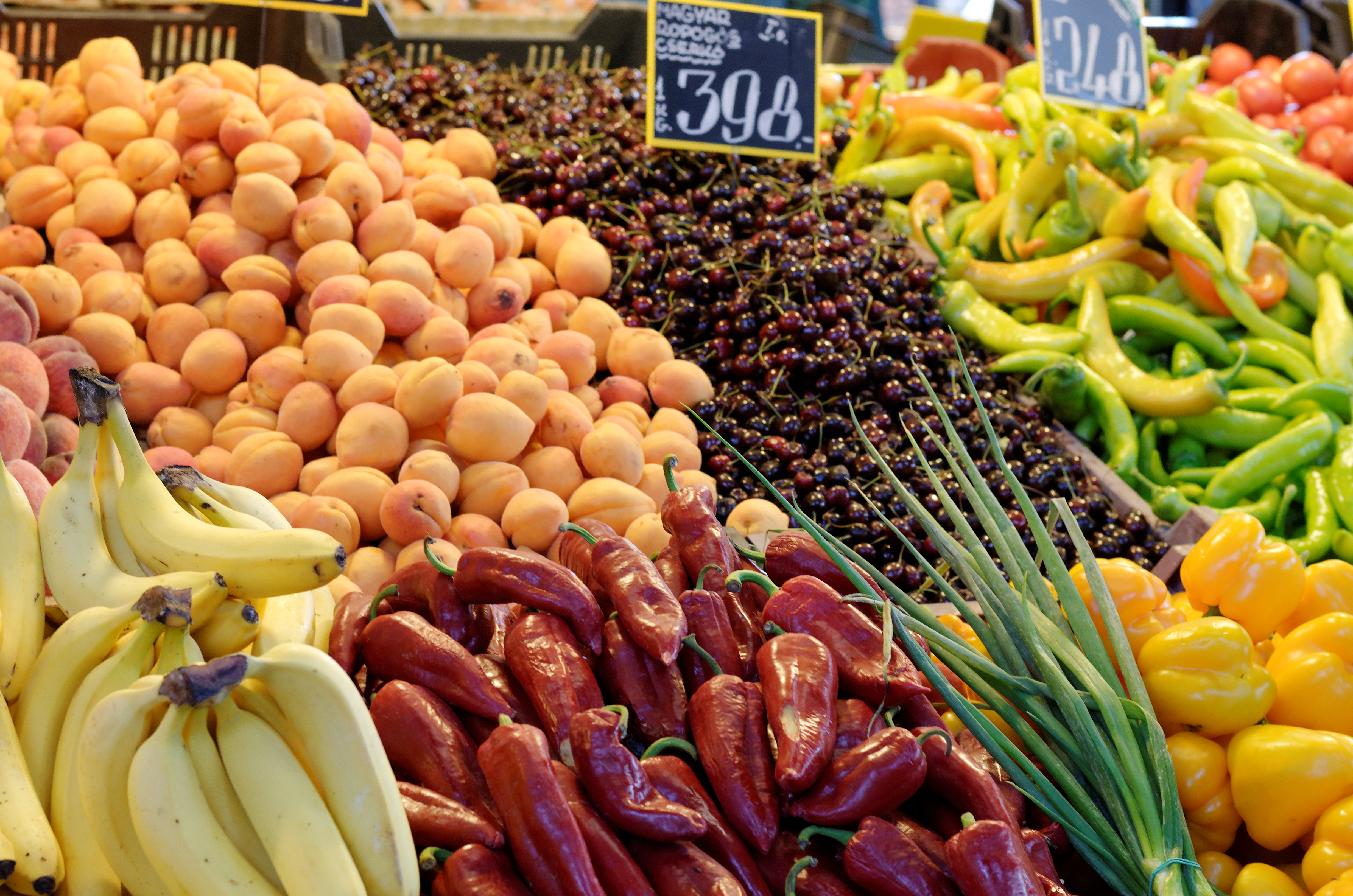
Étal de fruits et légumes